# Drycothaea mexicana
Drycothaea mexicana es una especie de escarabajo longicornio del género Drycothaea, familia Cerambycidae. Fue descrita científicamente por Breuning en 1974.
Habita en México. Los machos y las hembras miden aproximadamente 7-11 mm. El período de vuelo de esta especie ocurre en los meses de julio y agosto.